# Scoob!
Scoob! is een Amerikaanse computeranimatiefilm uit 2020, gebaseerd op de Scooby-Doo franchise van Hanna-Barbera.

## Verhaal
De film Scoob volgt het verhaal over een Duitse dog die al van jongs af aan een hechte vriendschap sluit met Shaggy. Samen met een paar andere vrienden o.a: Daphne, Velma en Fred vormen zij een onderzoekteam uit the Mystery Incorporated en lossen ze allerlei mysterieuze mysteries op. Tijdens hun reddingactie komen ze in aanraking met de gemene autocoureur Dick Dastardly.

## Stemverdeling
| Personage         | Engelse stem                                   | Nederlandse stem                               | Vlaamse stem    |
| ----------------- | ---------------------------------------------- | ---------------------------------------------- | --------------- |
| Scooby-Doo        | Frank Welker                                   | Huub Dikstaal                                  | Bert Van Poucke |
| Shaggy Rogers     | Will Forte                                     | Huub Dikstaal                                  | Sander Gillis   |
| Daphne Blake      | Amanda Seyfried                                | Roos van Erkel                                 | Clara Cleymans  |
| Velma Dinkley     | Gina Rodriguez                                 | Jeske van de Staak                             | Eline De Munck  |
| Fred Jones        | Zac Efron                                      | Thijs Prein                                    | Maksim Stojanac |
| Blue Falcon/Brian | Mark Wahlberg                                  | Alexander de Bruijn                            | Sean Dhondt     |
| Dee Dee           | Kiersey Clemons                                | Tara Hetharia                                  | Pommelien Thijs |
| Dynomutt          | Ken Jeong                                      | Jop Joris                                      | Govert Deploige |
| Dick Dastardly    | Jason Isaacs                                   | Wiebe-Pier Cnossen                             | Ivan Pecnik     |
| Muttley           | Billy West Don Messick (archiefaudiomateriaal) | Billy West Don Messick (archiefaudiomateriaal) | Peter Van Gucht |
| Captain Caveman   | Tracy Morgan                                   | Juliann Ubbergen                               | Thomas Cordie   |
| Shaggy (kind)     | Iain Armitage                                  | Jasthin Veldhuizen                             |                 |
| Daphne (kind)     | Mckenna Grace                                  | Dewi Mentink                                   |                 |
| Fred (kind)       | Pierce Gagnon                                  | Pepijn van der Sman                            |                 |
| Velma (kind)      | Ariana Greenblatt                              |                                                |                 |

## Productie

### Ontwikkeling
Op 17 juni 2014 kondigde Warner Bros. Pictures aan dat ze de Scooby-Doo-filmserie opnieuw zouden opstarten met een animatiefilm die werd geschreven door Randall Green. Op 17 augustus 2015 werd Tony Cervone ingehuurd om de animatiefilm te regisseren op een script van Matt Lieberman, terwijl Charles Roven en Richard Suckle de film samen met Allison Abbate zouden produceren. Dan Povenmire zou creatief bezig zijn en zou ook als uitvoerend producent voor de film dienen.

### Muziek
Op 28 januari 2020 werd Junkie XL (Tom Holkenborg) gevraagd om de filmmuziek te componeren.
Op 5 mei 2020 werd bekendgemaakt dat de soundtrack voor Scoob! zal worden uitgebracht op 15 mei 2020, met het nummer "On Me" van Thomas Rhett en Kane Brown, met Ava Max en "Summer Feelings" door Lennon Stella , met Charlie Puth 

## Video on demand
Scoob! was oorspronkelijk gepland om in de Amerikaanse bioscopen te brengen op 15 mei 2020, Als reactie op de coronapandemie heeft Warner Bros. de film ter beschikking moeten schrappen, echter werd door Warner Bros. op dezelfde datum toch besloten om de film wel uit te brengen op video on demand.
De Nederlandse bioscooprelease werd gewoon alsnog verwacht op 8 juli 2020.